# 임성민 (1969년)
임성민(林性旼, 1969년 7월 8일 ~ )은 대한민국의 배우이자, 전직 KBS 아나운서이다.

## 이력
1991년 KBS 공채14기 탤런트로 방송계에 입문했으나 집안의 반대로 연기 활동을 하지 못하고, 다시 1994년 1월 KBS 공채20기 아나운서로 방송 활동을 시작했다. 2001년 프리랜서를 선언하고 연기와 MC를 겸업하고 있다. 2005년부터 2016년까지 백제예술대에서 교수로 방송, 연기를 강의하였다. 2011년 10월 14일 서강대학교에서 영화제작을 강의하는 미국인 교수 마이클 엉거와 결혼하였다. 북한에서 생방송을 한 남한의 최초 방송인《KBS 백두에서 한라까지 남북한 최초 삼원생방송, 2000》, 최초의 여성단독 퀴즈MC 《EBS 장학퀴즈, 2004》, 아나테이너 원조 등의 타이틀을 갖고 있다. 지금까지 50여개 방송프로그램 진행, 25여개 텔레비전 드라마 출연, 그 밖에 각각 10여개의 영화와 무대공연을 한 바 있다. 2016년에는 미국 뉴욕의 오프브로드웨이 뮤지컬《그린카드》에서 연기자로 공연한 다채로운 이력을 보유하고 있다. 2018년 8월, 미국 매니지먼트사와 에이전시와 탤런트 계약을 하고 Julia Lim이라는 영어이름으로 본격 미국시장에 진출하여 한국과 미국을 오가며 활동하다가 코로나가 장기화되자 일단 미국생활을 접고 귀국, 다시 한국에서 MC로 복귀, 2022년 6월6일부터 2023년 10윌13일까지 OBS 생방송 어서옵쇼 MC로 매일 (월-금)저녁6시30분에 방송을 진행한 바 있다. 친정어머니도 가끔 종편 건강프로그램에 임성민과 함께 출연하시는데 80대인 친정어머니도 동안에 활력 넘치고 건강한 모습을 갖고 계신다.

## 학력
- 서울학동초등학교(졸업)
- 언주중학교(졸업)
- 정신여자고등학교(졸업)
- 이화여자대학교 사범대학 영어교육학과(졸업)
- 연세대학교 언론홍보대학원 방송영상전공(졸업)

## 출연 작품

### 드라마
- 2000년 KBS 1TV 《학교3》 ... 국어교사 임성민 역(19회~)
- 2001년 SBS 《여고시절》(중도하차)
- 2003년 MBC 《눈사람》 ... 이미영 역
- 2003년 KBS 《드라마시티 - 아내는 에로비디오작가》 ... 여인정 역
- 2006년 SBS 《내 사랑 달자씨》 ... 강윤희 역
- 2007년 SBS 《강남엄마 따라잡기》 ... 윤수미 역
- 2007년 SBS 《외과의사 봉달희》 ... 고 간호사 역
- 2007년 SBS 《사랑에 미치다》 ... 나의선 역
- 2008년 SBS 《애자 언니 민자》 ... 나주리 역
- 2010년 KBS 《공부의 신》 ... 배영숙 역
- 2010년 MBC 《동이》 ... 유상궁 역
- 2012년 SBS 《내 사랑 나비부인》 ... 홍모란 역
- 2012년 JTBC 《아내의 자격》 ... 강은주 역
- 2013년 SBS 《못난이 주의보》 ... 김 비서 역
- 2013년 KBS2 《KBS 드라마 스페셜 - 불침번을 서라》 ... 최 교수 역
- 2015년 KBS 《가족을 지켜라》 ... 나애란 역
- 2016년 MBC 《결혼계약》
- 2017년 KBS 《최고의 한방》 ... 우승모 역
- 2017년 네이버TV 《프로의 탄생》 ... 노미란 역
- 2017년 KBS 《쌈, 마이웨이》

### 영화
- 《대한민국 헌법 제1조》 ... 강세영 역
- 《투사부일체》 ... 뉴스 아나운서 역
- 《내 사랑 내 곁에》 ... 춘자 역
- 《무서운 이야기》 ... 메이드 역
- 《용의자X》 ... 정숙 역
- 《천사의 시간》 ... 천희모 역

### TV 방송
- 《KBS 뉴스라인》(KBS1, 1995년 5월 29일 ~ 1997년 2월 28일)
- 《KBS 뉴스 5》 (임시진행) (KBS1, 1996년 이후 기준 방송분)
- 《KBS 뉴스광장》(KBS1, 평일 - 1997년 3월 3일 ~ 1998년 5월 2일)
- 《도전! 주부가요스타》(KBS2, 1997년 5월 24일 ~ 1998년 2월 14일)
- 《연예가 중계》(KBS2, 1998년 6월 18일 ~ 10월 15일, 1999년 5월 6일 ~ 2000년 10월 7일)
- 《TV는 사랑을 싣고》(KBS2, 1994년 5월 3일 ~  10월 4일)
- 《아침마당》(KBS1)
- 《특종! 비디오저널》(KBS2)
- 《문화탐험 오늘의 현장》(KBS2)
- 《강력추천 고교챔프》(KBS1, KBS2)
- 《장미의 이름》(SBS, 2001년 5월 5일 ~ 2001년 11월 3일)
- 《슈퍼TV 일요일은 즐거워》 - MC 대격돌(KBS2, 2002년 11월 17일 ~ 2003년 11월 2일)
- 《임성민의 더 끌림》(G1 강원민방)
- 《행운의 일요특급》(KBS2)
- 《쇼! 행운을 잡아라》(KBS2)
- 《쇼! 행운열차》(KBS2)
- 《일요일 일요일 밤에》 - 건강보감(MBC)
- 《도전! 지구탐험대》(KBS2, 1999년 12월 26일 ~ 2001년 11월 4일)
- 《스타 골든벨 1학년 1반》(KBS2, 2005년 5월 8일 ~ 2005년 10월 30일)
- 《인간극장 후회하지 않아》(KBS)
- 《장학퀴즈》(EBS TV, 2004년 3월 7일 ~ 2005년 2월 27일)
- 《강연 100℃》(KBS1, 2012년 10월 19일)
  - 강연주제 : 인생이란 무대에 조연은 없다
  - 공감온도 : 92℃
- 《힐링토크 회복》MC (C채널, 2013년 8월 20일 ~ 2015년 1월 26일)[2]
- 《별거가 별거냐 시즌3》(E-채널, 2018년)
- 《휴먼다큐 사람이좋다 -임성민편》(MBC, 2019년 11월12일 출연)
- 《아침마당》화요초대석(KBS1, 2019년12월 17일 출연)
- 《스타다큐 마이웨이 임성민편》(TV조선, 2022년10월2일 출연)
- 《생방송 어서옵쇼》MC (OBS, 월-금 2022년6월6일-2023년10월13일)
- 《좋은아침》(SBS. 2023년1월 26일 출연)

### 라디오 방송
- 명곡의 전당(KBS 제1FM)
- 스튜디오 891(KBS 제2FM)
- 토요와이드(KBS 제1라디오)

## 참고 사항
- <공부의 신>을 통해 7년 만에 KBS 연기자 복귀를 했다.[3] <공부의 신>에 앞서 2006년 3월 방영될 예정이었던[4] 시트콤 <솔저 패밀리>로 KBS 연기자 복귀를 할 계획이었으나 방송시간대 미확정 등의 이유 때문에 좌절됐다. 이에 앞서 2005년 가을 KBS 2TV 예능 프로그램 <스타 골든벨> 진행을 타의로 그만둬[5] 우여곡절도 많았다.